# Punto di stazionamento ambulanze
Un punto di stazionamento ambulanze, colloquialmente detto "colonnina", è un'area di sosta riservata alle ambulanze in attesa di assegnazione di una missione.
Queste aree si trovano in punti nevralgici delle città in modo da coprirle capillarmente.

## Storia
Le colonnine nascono a Milano nel 1961 con l'istituzione del numero 7733, antenato dell'attuale 112, come punti fissi di stazionamento delle ambulanze.
Il nome colonnina deriva dal fatto che prima dell'arrivo delle radio e degli attuali dispositivi mobili, le ambulanze stazionavano in punti dedicati caratterizzati da una "colonnina", cioè un telefono chiuso in un armadietto in metallo sospeso su una colonnina, simile a quelli in uso ai parcheggi taxi, che permetteva alla centrale operativa di contattare direttamente l'equipaggio che stazionava con l’ambulanza in prossimità.
Il funzionamento del coordinamento era molto semplice: il cittadino chiamava il 7733 per chiedere soccorso; i Vigili Urbani di turno, attraverso una linea telefonica dedicata, chiamavano il centralino della sede del soccorso sanitario più vicino al punto della chiamata o una ambulanza che si trovasse in “colonnina” nei pressi. 
Con l'arrivo delle radio, e successivamente nel 1994 del numero 118, il termine “colonnina” rimase in uso, cambiando il metodo di trasmissione delle richieste di soccorso: fu trasmessa dal 118 via telefono solo al centralino del coordinamento sanitario, che provvedeva a trasmetterla rapidamente via radio all’equipaggio che stazionava in “colonnina”.

## Caratteristiche tecniche

Le colonnine vengono delimitate da apposita segnaletica orizzontale e verticale
La segnaletica verticale prevede l'uso del cartello figura 79/b articolo 120 del  Regolamento di esecuzione e di attuazione del nuovo codice della strada (d.P.R. n. 495/1992) "sosta consentita a particolari categorie", che può indicare anche un numero identificativo di riferimento del punto di stazionamento. Inoltre può avere i pannelli integrativi figura 3 articolo 83 - 3/a 024 e figura 6 articolo 83 6/m “zona rimozione coatta”
La segnaletica orizzontale prevede la creazione di un posteggio con righe di colore giallo nelle dimensioni di 6,00 x 2,15 metri, con logo di croce di colore rosso su fondo bianco

### Tipologie di colonnine
I punti di stazionamento possono essere:
- A stallo: contraddistinto con delle aree riservate per facilitarne la sosta ed eventualmente un punto di ricarica energetica
- Via radio: le ambulanze hanno l’obbligo di sostare entro un certo raggio dalla “colonnina” fornita tramite coordinate GPS